# Lieuwe de Boer
Lieuwe de Boer (n. 26 iunie 1951, Ureterp⁠(d), Opsterland, Provincia Frizia, Țările de Jos) este un patinator de viteză ce a reprezentat Regatul Țărilor de Jos, medaliat olimpic. A participat la o ediție a Jocurilor Olimpice (1980) în care a câștigat o medalie de aur.

## Participări
Lista de mai jos prezintă principalele competiții la care a participat Lieuwe de Boer de-a lungul carierei.
- speed skating at the 1980 Winter Olympics – men's 500 metres[*]